# Oreste Fares
Oreste Fares (Roma, 2 gennaio 1885 – Roma, 8 giugno 1950) è stato un attore italiano.

## Biografia
Dopo aver frequentato una scuola d'arte drammatica, esordì nel cinema, nei primi anni dieci, come uno tra i più giovani attori scritturati dalla Cines. Successivamente si dedicò al teatro, per poi tornare all'attività cinematografica nei primi anni del sonoro.
Ha interpretato numerosi e vari ruoli tutti di secondo piano, specializzandosi come caratterista.
Negli anni quaranta torna al teatro, in una rappresentazione diretta da Ettore Giannini, Arsenico e vecchi merletti, tratta dal film di Frank Capra, e in Delitto e castigo per la regia di Luchino Visconti.

## Filmografia
- La morte piange, ride e poi..., regia di Mario Bonnard (1921)
- Corte d'Assise, regia di Guido Brignone (1931)
- Venere, regia di Nicola Fausto Neroni (1932)
- Il trattato scomparso, regia di Mario Bonnard (1933)
- Cavalleria, regia di Goffredo Alessandrini (1936)
- Passaporto rosso, regia di Guido Brignone (1936)
- Vivere!, regia di Guido Brignone (1936)
- L'ultima nemica, regia di Umberto Barbaro (1938)
- Napoli che non muore, regia di Amleto Palermi (1939)
- La fanciulla di Portici, regia di Mario Bonnard (1940)
- Scarpe grosse, regia di Dino Falconi (1940)
- Oltre l'amore, regia di Carmine Gallone (1940)
- L'assedio dell'Alcazar, regia di Augusto Genina (1940)
- Antonio Meucci, regia di Enrico Guazzoni (1940)
- Incanto di mezzanotte, regia di Mario Baffico (1940)
- Cuori nella tormenta, regia di Carlo Campogalliani (1940)
- Mare, regia di Mario Baffico (1940)
- Kean, regia di Guido Brignone (1940)
- Pensaci Giacomino, regia di Gennaro Righelli (1940)
- Manon Lescaut, regia di Carmine Gallone (1940)
- Vertigine, regia di Guido Brignone (1942)
- Il re si diverte, regia di Mario Bonnard (1941)
- Primo amore, regia di Carmine Gallone (1941)
- Con le donne non si scherza, regia di Giorgio Simonelli (1941)
- Mamma, regia di Guido Brignone (1941)
- Il romanzo di un giovane povero, regia di Guido Brignone (1942)
- Rossini, regia di Mario Bonnard (1942)
- Giorno di nozze, regia di Raffaello Matarazzo (1942)
- Miliardi, che follia!, regia di Guido Brignone (1942)
- Catene invisibili, regia di Mario Mattoli (1942)
- La regina di Navarra, regia di Carmine Gallone (1942)
- Il mercante di schiave, regia di Duilio Coletti (1942)
- Una signora dell'Ovest, regia di Carl Koch (1942)
- L'ultima carrozzella, regia di Mario Mattoli (1943)
- Non sono superstizioso... ma!, regia di Carlo Ludovico Bragaglia (1943)
- Principessina, regia di Tullio Gramantieri (1943)
- Il nemico, regia di Guglielmo Giannini (1943)
- La storia di una capinera, regia di Gennaro Righelli (1943)
- Il cappello da prete, regia di Ferdinando Maria Poggioli (1944)
- Resurrezione, regia di Flavio Calzavara (1944)
- Gran premio, regia di Clarence Brown (1944)
- Voglio bene soltanto a te, regia di Giuseppe Fatigati (1946)
- Il marito povero, regia di Gaetano Amata (1946)
- Un americano in vacanza, regia di Luigi Zampa (1946)
- Il corriere del re, regia di Gennaro Righelli (1947)
- I miserabili, regia di Riccardo Freda (1948)
- Lo sparviero del Nilo, regia di Giacomo Gentilomo (1950)
- Santo disonore, regia di Guido Brignone (1950)